# Eau Blanche (Garonne)
Pour les articles homonymes, voir Eau blanche.
L'Eau Blanche est une  rivière du Sud-Ouest de la France et un affluent gauche de la Garonne.

## Géographie
| - OpenStreetMap L'Eau Blanche |

De 17,8 km de longueur, l'Eau Blanche est une rivière qui prend sa source sur la commune de Saucats en Gironde région Nouvelle-Aquitaine et se jette dans la Garonne à Villenave-d'Ornon.
Elle est alimentée au départ par plusieurs ruisselets et sources jusqu'au moulin de Coquillat. Elle traverse ensuite la commune de Léognan et passe près d'un monument mégalithique en poudingue puis des sources de Veyres.
Après le pont de Langon, le cours de l'Eau Blanche s'incline vers l'est puis descend au nord, à l'ouest du centre de Cadaujac. Dans la dernière commune, la rivière traversait au XXe siècle des prairies et alimentait le moulin de Courréjan avant de se jeter dans la Garonne.

## Département et communes traversées
- Gironde : Saucats, Léognan, Cadaujac, Villenave-d'Ornon.

## Hydrographie

### Occupation du sol du bassin versant
Territoires artificialisés : 2,54 % ; territoires agricoles : 36,16 % ; forêts et milieux semi-naturels : 37,10 % ; zones humides : 0,02 % ; surfaces en eau : 0,46 %.

### Principaux affluents
Le SANDRE répertorie onze affluents de l'Eau Blanche ayant des longueurs d'au moins un kilomètre. Les deux principaux sont : le Véret Blanc, 4,1 km et l'Hermitage, 2,6 km.
| - Affluents de l'Eau Blanche. |

Le tableau ci-dessous énumère les affluents, donne des liens vers les fiches du SANDRE (Service d'administration nationale des données et référentiels sur l'eau), du SIEAG (Système d'information sur l'eau du bassin Adour-Garonne) et un lien vers une carte dynamique de OpenStreetMap.
| Nom            | Longueur | Code SANDRE | Fiche            | Fiche       | Carte         |
| -------------- | -------- | ----------- | ---------------- | ----------- | ------------- |
| L'Eau Blanche  | 17,8 km  | O9680650    | « Fiche SANDRE » | Fiche SIEAG | OpenStreetMap |
| Affluents      |          |             |                  |             |               |
| Sans nom       | 1,2 km   | O9681410    | « Fiche SANDRE » | Fiche SIEAG | OpenStreetMap |
| Le Sartre      | 1,4 km   | O9680660    | « Fiche SANDRE » | Fiche SIEAG | OpenStreetMap |
| Le Véret Blanc | 4,1 km   | O9680670    | « Fiche SANDRE » | Fiche SIEAG | OpenStreetMap |
| Sans nom       | 1,3 km   | O9681250    | « Fiche SANDRE » | Fiche SIEAG | OpenStreetMap |
| Sans nom       | 1,0 km   | O9681310    | « Fiche SANDRE » | Fiche SIEAG | OpenStreetMap |
| Sans nom       | 1,8 km   | O9681300    | « Fiche SANDRE » | Fiche SIEAG | OpenStreetMap |
| L'Hermitage    | 2,6 km   | O9680680    | « Fiche SANDRE » | Fiche SIEAG | OpenStreetMap |
| Sans nom       | 2,2 km   | O9681210    | « Fiche SANDRE » | Fiche SIEAG | OpenStreetMap |
| Sans nom       | 1,8 km   | O9681200    | « Fiche SANDRE » | Fiche SIEAG | OpenStreetMap |
| Sans nom       | 1,2 km   | O9681230    | « Fiche SANDRE » | Fiche SIEAG | OpenStreetMap |

## Histoire
- Le moulin du Coquilla tire son nom des terrains fossilifères environnants. En 1671, il appartenait au sieur de Gères qui habitait la maison de Minvielle, actuellement château de Ferbos dont il subsiste une tour carrée et une cheminée du XVIIe siècle[4].
- Sur la rive gauche, au centre de Léognan, a été construit au XVe siècle le château Olivier[5] actuellement au centre d'un vignoble réputé.
- Les dolmens de Peyrehaut, à La Louvière (limite Villenave d’Ornon) ont été aménagés sur une petite hauteur qui domine la vallée de l'Eau Blanche. Cette nécropole néolithique fut découverte par l'archéologue bordelais Pierre Sansas en 1863. On peut encore y deviner deux allées couvertes et trois dolmens en poudingue, conglomérat provenant de Léognan. Les fouilles réalisées en 1880 et 1944 ont permis de découvrir des fragments de poterie, des haches, des pointes de flèches et des silex taillés, objets visibles au musée d'Aquitaine à Bordeaux[6]. Léo Drouyn dresse en 1870 des relevés et dessins détaillés du site.

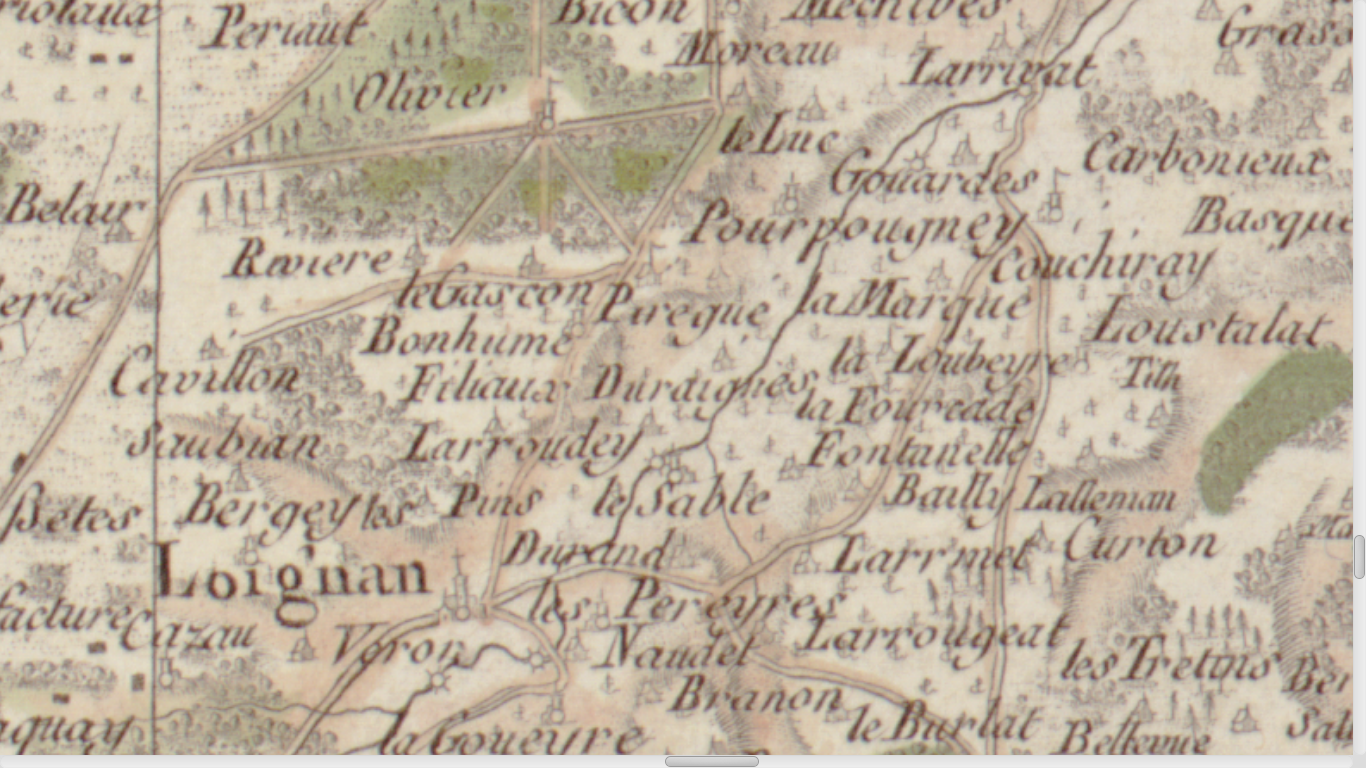
Les moulins de Voron jusqu'à Larrivat sur l'Eau Blanche, Cassini, 1756.

- De nombreux moulins sont aménagés à la traversée de Loignan ; à 500 m environ de distance les uns des autres ; ils ont été édifiés depuis le XIIe siècle.

le moulin du Coquillat,
le moulin de Brisson,
le moulin de Naudet,
le moulin de Pontolic,
le moulin des Sables, domaine de Bagatelle,
le moulin de Lamarque en contrebas du vignoble de la Louvière,
le moulin de Jacquin, un des plus anciens de la commune,
le moulin de Renaud restauré, non loin du château La Tour.
- Les sources de Veyres, abondantes et limpides, ont été captées à l'époque romaine pour alimenter Burdigala par un aqueduc hors-sol ou une canalisation enterrée selon le relief[8].

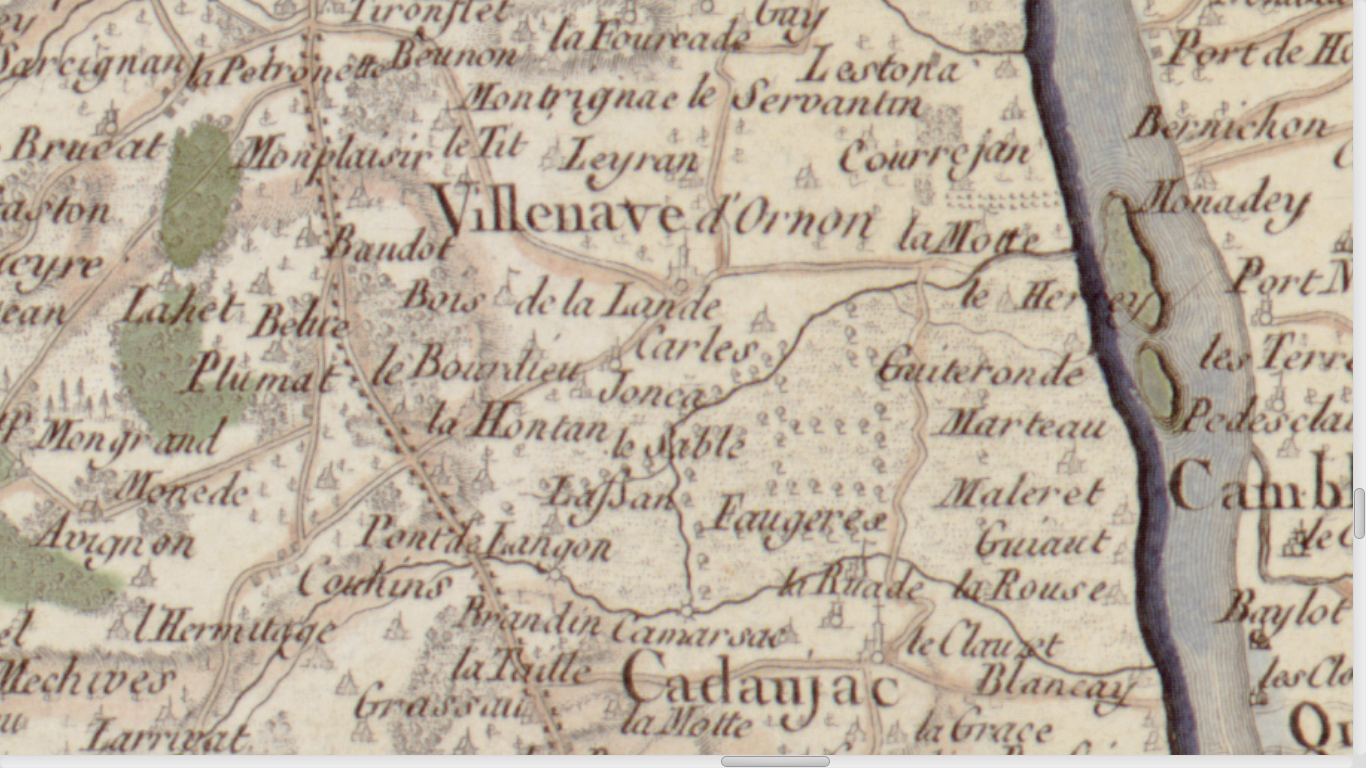
La motte de Courréjan, Cassini, 1756.

- En 1273, Guillaume Bernard est fait chevalier par Édouard Ier : il s’engage à protéger par les armes le comté d'Ornon et fait construire notamment la motte de Courréjean[3].